# МШК Жилина
МШК Жилина (на словашки: MŠK Žilina) е словашки футболен клуб, основан в гр. Жилина и е един от най-успешните отбори в елитната Цоргон лига на Словакия (от 1993 г.). Клубът е известен с прозвището „шушоните“ (на словашки Šošoni, на английски Shoshone) и играе своите домакински срещи на стадион Под Дубном. Клубните цветове са жълти фланелки, зелени гащета и жълти чорапи, а резервният екип е изцяло зелен.

## История
Основан в края на 1908 година от унгарски работници и студенти и първоначално носи името Zsolnai Testgyakorlók Köre. Официално е регистриран на 20 юни 1909 година. Печели първата си титла от Словашкото първенство през 1928 г., както и в следващата 1929 година. ФК Жилина взима участие в 31 от всичките 48 сезона на Чехословашката първа лига която съществува от 1945 до 1993 г. и заема 11-о място във вечната ранглиста на чехословакия футбол. Най-успешен сезон е 1946 – 47, когато печели третото място след двата най-успешни отбора в Чехословакия – грандовете Спарта Прага и Славия Прага.

## Предишни имена
| Години | Име                                           |
| ------ | --------------------------------------------- |
| 1909   | ЖТК Zsolnai Testgyakorlók Köre (ZsTK)         |
| 1910   | Жолнай Шпорт Егешюлет Zsolnai Sport Egyesület |
| 1919   | СК Жилина SK Žilina                           |
| 1948   | Сокол Словена Жилина Sokol Slovena Žilina     |
| 1953   | Искра Словена Жилина Jiskra Slovena Žilina    |
| 1956   | ДСО Динамо Жилина DSO Dynamo Žilina           |
| 1963   | Йеднота Жилина Jednota Žilina                 |
| 1967   | ТЙ ЗВЛ Жилина TJ ZVL Žilina                   |
| 1990   | ШК Жилина ŠK Žilina                           |
| 1995 – | МШК Жилина Mestský Športový Klub (MŠK Žilina) |

## Успехи
Чехословакия

### Национални
- Zväzové Majstrovstvá Slovenska (Словашка лига) (1925 – 33)
  -  Шампион (2): 1928, 1929
- Купа на Чехословакия: (1961 – 93)
  -  Носител (1): 1960/61
  -  Финалист (4): 1977, 1980, 1986, 1990
- 1.SNL (Първа Словашка национална лига) (1969 – 93)
  -  Шампион (1): 1981/82
  -  Трето място (1): 1939, 1939/40, 1941/42

### Международни
- Купа на носителите на купи (КНК):
  - Четвъртфинал (1): 1961/62
- Купа Митропа:
  -  Финалист (2): 1973/74, 1982/83
- Coppa Piano Karl Rappan:
  -  Носител (1): 1969

 Словакия
- Цоргон лига (От 1993 насам)
  -  Шампион (7): 2001/02, 2002/03, 2003/04, 2006/07, 2009/10, 2011/12, 2016/17
  -  Вицешампион (6): 2004/05, 2007/08, 2008/09, 2014/15, 2019/20, 2024/25
  -  Трето място (1): 2010/11
- Купа на Словакия: (от 1993)
  -  Носител (1): 2011/12
  -  Финалист (4): 2010/11, 2012/13, 2018/19, 2020/21
- Суперкупа
  -  Носител (5): 2003, 2004, 2007, 2010, 2012

## Известни бивши футболисти
- Радослав Забавник
- Марек Минтал
- Станислав Шестак
- Роберт Йеж
- Томаш Хубочан
- Петър Пекарик
- Александер Хорват
- Владимир Киниер